# François Camille de Drée
François Camille de Drée de la Serre dit baron de Drée, né le 5 avril 1743 à Toulon et mort le 16 février 1824  à Toulon, est un militaire français, ancien maire de Toulon de 1816 à 1822. 

## Carrière
Marin de carrière, il est nommé contre-amiral, puis vice-amiral. Il est décoré de la Grande croix de l'ordre de Saint-Louis. 